# Абхазские пираты
Абхазские пираты — известный феномен в Средневековье, активно орудовавшие на территории Чёрного моря пираты из Абхазии.

## История
Заря абхазского пиратства началась с образованием Абхазского княжества. В основном набеги абхазских пиратов были направлены к берегам Гурии, Мегрелии и Турции, но также проводились грабежи торговых кораблей даже в районах Крыма и Босфора.
Особенно пираты прославились в своих крупных набегах на соседей, мегрел и гурийцев, зафиксированных в 1571, 1572, 1672 гг. Часто разбойники действовали в союзе с адыгами и мегрелами против турок в 1701—1714 гг. После Кавказской войны пиратство практически исчезло.

## Виды кораблей
Значительная часть пиратов из Абхазии использовала некрупные беспарусные лодки мелкой вместимости экипажа, называемые «ашхуа». Они обладали мобильностью, и их можно было вручную с лёгкостью переносить по суше. Ашхуа использовали также жители таких сёл как Соук-су, чтобы спускаться по рекам, которые впадают в Чёрное море. На этих судах также ловили дельфинов. Из-за веса дельфинов лодки нередко тонули, но, как сообщает Ф. Торнау, абхазы были хорошими пловцами и даже умели плавать «саженками».
Существовали также крупные корабли именуемые «агба» вместимостью 200—300 человек. Во время набегов на таких кораблях часто захватывали пленных, которых продавали в рабство. 
Французский путешественник Гамба в 1826 г. зафиксировал наличие «абхазской лодки» с восьмью вёслами и даже зарисовал её.

## Бухты абхазских кораблей
Список зафиксированных точек запуска кораблей и бухт, которыми могли пользоваться пираты
Гагрский район:
- Аныщхцарта

Сухумский район:
- Сухумская бухта

Гудаутский район:
- Ашхватхуахырта
- Соук-су
- Аилага-абыку

Очамчырский район:
- Ашхуацвырта
- Ашхуаахварта
- Ашхуатаныкуарта

## Сообщения путешественников о деятельности пиратов
Французский путешественник Жан Шарден, который находился в Мегрелии в 1672 г. и был свидетелем набега абхазских князей, пишет:

12-го (ноября — Инал-Ипа Ш.Д.) предполагалось пересесть в лодку, но этому помешало известие (вполне потом оправдавшееся), что лодки черкесов и абхазцев крейсируют вдоль берегов Мингрелии. Они угнали местные лодки, а с ними и ту, которую я нанял.

Сулхан-Саба Орбелиани сообщает:

В Гурию я судно не могу вести, абхазы возмущены, боюсь, и, если хотите, отправляйтесь на маленьком судне…

Вахушти Багратиони утверждает, что абхазские пираты море были действенно «могущественны»:

по морям ходят на судах…, в которые они садятся по сто, по двести и по триста человек, и нападают в пути на суда османлисов и лазов-чанов и чаще всего у побережья Мегрелии и Гурии.

Путешественник Фредерик Дюбуа де Монперё сообщает о пиратах из Сухума, напавших на турецкий торговый корабль 16 июня 1833 г.

Остановили его и бросились разбирать находившийся на нем груз, ранив при этом несколько человек.

Заметив русский корабль, на котором путешествовал Дюбуа, пираты скрылись.